# Fanny Flodin-Gustavson
Fanny Matilda Gustavson, née Flodin (31 janvier 1868 à Oulu, grand-duché de Finlande,Empire russe– 4 mars 1954 à Helsinki, République de Finlande), est une pianiste et professeur de piano finlandaise.

## Biographie

### Famille
Fanny Flodin est née dans une famille passionnée par la musique et les arts. Sa sœur est la sculptrice Hilda Flodin et elle a pour cousin le compositeur Karl Flodin tandis que sa tante du côté maternel est la cantatrice Ida Basilier-Magelssen. Fanny Flodin vient d'une famille de 9 enfants.

### Jeunesse et formation
Fanny Flodin étudie le piano à l'Institut musical d'Helsinki sous William Dayas. Elle fait également des voyages d'études musicales à Cologne, Manchester et Paris, où elle est élève du pianiste français Raoul Pugno. Lors de son séjour d'études à Paris, elle fait la connaissance du poète et critique d'art français Julien Leclercq. Ils se marient en 1898.

### Carrière
En 1898, lors d'un déplacement dans son pays natal, pour des récitals de piano, elle présente à Julien Leclercq sa sœur, Hilda Flodin, qui est sculptrice. Cette rencontre permettra à Julien Leclercq d'organiser en Scandinavie des expositions d'art nouveau et de peintures impressionnistes. Il joue aussi un rôle important dans l'intégration des artistes finlandais dans les cercles artistiques parisiens. Hilda Flodin vient à Paris en 1899 où elle habite avec Fanny et son mari afin de suivre les cours de l'Académie Colarossi,.
Fanny Flodin donne des concerts en Finlande et à l'étranger et enseigne le piano à Helsinki pendant plusieurs décennies, le pianiste Kurt Walldén et la harpiste Lilly Kajanus-Blenner, furent notamment ses élèves.
À la suite de la mort subite de son mari survenue le 31 octobre 1901 à Paris, elle s'installe définitivement à Helsinki où elle devient professeur de piano à l'Institut musical de Helsinki. Elle se remarie avec Kristian Gustavson (1860-1940) en 1906.